# Carlia eothen
Espèce
Carlia eothen est une espèce de sauriens de la famille des Scincidae.

## Répartition
Cette espèce est endémique de Papouasie-Nouvelle-Guinée. Elle se rencontre :
- dans l'est de la Papouasie-Nouvelle-Guinée ;
- dans l'archipel d'Entrecasteaux ;
- dans l'archipel des Louisiades ;
- sur l'île Woodlark.

## Description
Carlia eothen mesure, queue non comprise, entre 46 et 69 mm.Les mâles sont plus grands que les femelles dont la taille maximale ne dépasse que peu les 60 mm.

## Étymologie
Le nom spécifique eothen vient du grec eothen, le levant ou le matin, en référence à la distribution orientale de ce saurien.

## Publication originale
- Zug, 2004 : Systematics of the Carlia “fusca” lizards (Squamata: Scincidae) of New Guinea and Nearby Islands. Bishop Museum Bulletin of Zoology, vol. 5, p. 1-83 (texte intégral).